# Paul Kohlhoff
Paul Kohlhoff (Bremen, 26 de junio de 1995) es un deportista alemán que compite en vela.
Participó en dos Juegos Olímpicos de Verano, en los años 2016 y 2020, obteniendo una medalla de bronce en Tokio 2020, en la clase Nacra 17 (junto con Alica Stuhlemmer). Ganó una medalla de bronce en el Campeonato Mundial de Nacra 17 de 2021.

## Palmarés internacional
| Juegos Olímpicos   | Juegos Olímpicos  | Juegos Olímpicos  | Juegos Olímpicos |
| Año                | Lugar             | Medalla           | Clase            |
| ------------------ | ----------------- | ----------------- | ---------------- |
| 2020               | Tokio (Japón)     | Medalla de bronce | Nacra 17         |
| Campeonato Mundial |                   |                   |                  |
| Año                | Lugar             | Medalla           | Clase            |
| 2021               | Al Musanah (Omán) | Medalla de bronce | Nacra 17         |